# Мелбурн (Ајова)
Мелбурн (енгл. Melbourne) град је у америчкој савезној држави Ајова. По попису становништва из 2010. у њему је живело 830 становника.

## Демографија
Према попису становништва из 2010. у граду је живело 830 становника, што је 36 (4,5%) становника више него 2000. године.
| Група             | 2000.       | 2010.       |
| Белци             | 788 (99,2%) | 813 (98,0%) |
| Афроамериканци    | 1 (0,1%)    | 3 (0,4%)    |
| Азијати           | 0 (0,0%)    | 0 (0,0%)    |
| Хиспаноамериканци | 3 (0,4%)    | 8 (1,0%)    |
| Укупно            | 794         | 830         |